# UEFA-Europa-Conference-League-Finale 2024
Das UEFA-Europa-Conference-League-Finale 2024 war das Endspiel der UEFA Europa Conference League 2023/24 zwischen Olympiakos Piräus und der AC Florenz. Es wurde am 29. Mai 2024 im Agia-Sofia-Stadion in Nea Filadelfia (nahe Athen) ausgetragen.
Olympiakos Piräus gewann das Spiel mit 1:0 nach Verlängerung durch das entscheidende Tor von Ayoub El Kaabi. Damit gewann erstmals eine griechische Mannschaft einen Europapokal. Mit dem Sieg hat sich Piräus für die UEFA Europa League 2024/25 qualifiziert. Unterdessen verlor AC Florenz ihr zweites Finale der Europa Conference League in Folge und ist damit das erste Team seit Benfica Lissabon in den Endspielen der UEFA Europa League 2013 und 2014, das zwei europäische Endspiele in Folge verlor.

## Hintergrund
Zum ersten Mal nahm Olympiakos Piräus an einem europäischen Endspiel teil. Zum zweiten Mal war eine griechische Mannschaft in einem europäischen Finale seit Panathinaikos’ Niederlage im Finale des Europapokals der Landesmeister 1970/71. AC Florenz war der erste Verein, der an zwei Endspielen der UEFA Europa Conference League teilnahm und der erste, der diese nacheinander bestritt. AC Florenz wollte ihren ersten großen Pokal seit dem Gewinn der Coppa Italia 2000/01 und den ersten Europapokal seit dem Gewinn des Europapokals der Pokalsieger 1960/61 gewinnen. Beide Manager strebten ihren ersten Titel in der Europa Conference League an, wobei José Luis Mendilibar von Olympiacos der Erfahrenere in Europapokalen war, nachdem er im Vorjahr das Europa-League-Finale mit Sevilla gewonnen hatte. Mit einem Sieg wäre Mendilibar der erste Trainer, der in aufeinanderfolgende Saisons zwei verschiedene große europäische Trophäen gewinnt seit sein spanischer Landsmann Rafael Benítez den UEFA-Pokal 2003/04 mit Valencia und die UEFA Champions League 2004/05 mit Liverpool gewann.

## Austragungsort

### Beschreibung
Das Agia-Sofia-Stadion in Athen, aus Sponsorengründen OPAP-Arena genannt, ist die Heimspielstätte von AEK Athen, einem der Lokalrivalen von Olympiakos Piräus. Das Stadion wurde im September 2022 eröffnet und hat eine Kapazität von 31.100 Zuschauern. Das Spiel war das achte einteilige UEFA-Pokalfinale, das in Griechenland ausgetragen wurde, nachdem dort bereits drei Europapokal der Landesmeister-/Champions-League-Endspiele (1983, 1994 und 2007) und drei Endspiele des Pokals der Pokalsieger (1971, 1973 und 1987) ausgetragen wurden.

### Wahl für den Austragungsort
Am 21. Juni 2022 eröffnete die UEFA das Bewerbungsverfahren für das Endspiel, das parallel zum Endspiel 2025 stattfand. Interessierte Bieter konnten sich für eines oder beide Endspiele bewerben. Die vorgeschlagenen Austragungsorte mussten über Naturrasen verfügen und als UEFA-Stadien der Kategorie 4 eingestuft sein, wobei eine Bruttokapazität zwischen 30.000 und 50.000 bevorzugt werden sollte. Der Zeitplan für die Ausschreibung war wie folgt:
- 21. Juni 2022: Bewerbungen wurden offiziell abgegeben
- 31. August 2022: Anmeldeschluss für die Angebotsabsicht
- 7. September 2022: Angebotsanforderungen werden den Bietern zur Verfügung gestellt
- 3. November 2022: Einreichung der vorläufigen Angebotsunterlagen
- 23. Februar 2023: Einreichung der endgültigen Angebotsunterlagen
- 28. Juni 2023: Ernennung des Gastgebers

Das UEFA-Exekutivkomitee ernannte bei seinem Treffen am 28. Juni 2023 in Nyon in der Schweiz das Agia-Sofia-Stadion zum Austragungsort. Da das Stadion neu ist und noch nie vom Verein für internationale Wettbewerbe betrieben wurde, unterlag der Austragungsort einer Beobachtungsfrist bis November 2023 für Spiele in UEFA-Klubwettbewerben und der Qualifikation für die Fußball-EM 2024.

## Weg ins Finale
Anmerkung: Die Ergebnisse werden jeweils aus Sicht der Finalisten angegeben. (H: Heimspiel, A: Auswärtsspiel)
| Pl. | Verein            | Sp. | S | U | N | Tore    | Diff. | Punkte |
| --- | ----------------- | --- | - | - | - | ------- | ----- | ------ |
| 1.  | West Ham United   | 6   | 5 | 0 | 1 | 010:400 | +6    | 15     |
| 2.  | SC Freiburg       | 6   | 4 | 0 | 2 | 017:700 | +10   | 12     |
| 3.  | Olympiakos Piräus | 6   | 2 | 1 | 3 | 011:140 | −3    | 07     |
| 4.  | FK TSC            | 6   | 0 | 1 | 5 | 006:190 | −13   | 01     |

| Pl. | Verein               | Sp. | S | U | N | Tore    | Diff. | Punkte |
| --- | -------------------- | --- | - | - | - | ------- | ----- | ------ |
| 1.  | AC Florenz           | 6   | 3 | 3 | 0 | 014:600 | +8    | 12     |
| 2.  | Ferencváros Budapest | 6   | 2 | 4 | 0 | 009:600 | +3    | 10     |
| 3.  | KRC Genk             | 6   | 2 | 3 | 1 | 008:500 | +3    | 09     |
| 4.  | FK Čukarički         | 6   | 0 | 0 | 6 | 002:160 | −14   | 0      |

Anmerkungen
1. 1 2  Olympiakos Piräus nahm von der 3. Qualifikationsrunde bis in der Gruppenphase an der UEFA Europa League teil. AC Florenz hingegen spielte in der UEFA Europa Conference League direkt ab der Play-off-Runde.

## Spielbericht
Das Spiel ging in die Verlängerung nach torlosen 90 Minuten. In der 116. Minute ging Olympiakos Piräus in Führung, als Ayoub El Kaabi das einzige Tor des Spiels erzielte, indem er sich nach einer Flanke von Santiago Hezze von links tief bückte und den Ball mit dem Kopf in die linke Ecke des Netzes beförderte. Nach einer langen VAR-Auswertung war das Tor schließlich für gültig erklärt und Olympiakos gewann anschließend seinen ersten europäischen Pokal.

## Spieldaten
| Olympiakos Piräus                                       | Olympiakos Piräus | AC Florenz | AC Florenz | Aufstellung                                    |
| ------------------------------------------------------- | --- | --- | ---------- | ---------------------------------------------- |
| Olympiakos Piräus                                       | \| 29. Mai 2024 um 21:00 Uhr in Athen (Agia-Sofia-Stadion) \| \| Ergebnis: 1:0 n. V. \| \| Zuschauer: 26.842[6] \| \| Schiedsrichter: Artur Soares Dias ( Portugal) 1 \| \| Spielbericht \| | \| 29. Mai 2024 um 21:00 Uhr in Athen (Agia-Sofia-Stadion) \| \| Ergebnis: 1:0 n. V. \| \| Zuschauer: 26.842[6] \| \| Schiedsrichter: Artur Soares Dias ( Portugal) 1 \| \| Spielbericht \| | AC Florenz | Aufstellung Olympiakos Piräus gegen AC Florenz |
| Olympiakos Piräus                                       | Konstantinos Tzolakis – Rodinei Marcelo de Almeida, Panagiotis Retsos, David Carmo, Francisco Ortega (90+1. Quini) – Santiago Hezze, Vicente Iborra – Daniel Podence (106. Georgios Masouras), Chiquinho (77. André Horta), Kostas Fortounis (73. Stevan Jovetić), Ayoub El Kaabi (120+2. Youssef El-Arabi) Cheftrainer: José Luis Mendilibar ( Spanien) | Pietro Terracciano – Dodô, Nikola Milenković, Lucas Martínez Quarta, Cristiano Biraghi (106. Luca Ranieri) – Arthur Melo (74. Alfred Duncan), Rolando Mandragora – Nicolás González (108. Lucas Beltrán), Giacomo Bonaventura (82. Antonín Barák), Christian Kouamé (82. Jonathan Ikoné), Andrea Belotti (59. M’Bala Nzola) Cheftrainer: Vincenzo Italiano | AC Florenz | Aufstellung Olympiakos Piräus gegen AC Florenz |
| Olympiakos Piräus                                       | 1:0 Ayoub El Kaabi (116.) | | AC Florenz | Aufstellung Olympiakos Piräus gegen AC Florenz |
| Olympiakos Piräus                                       | Daniel Podence (28.), Stevan Jovetić (94.), Alexandros Paschalakis (95.), Ayoub El Kaabi (117.) | Lucas Martínez Quarta (42.), Christian Kouamé (79.), Cristiano Biraghi (99.) | AC Florenz | Aufstellung Olympiakos Piräus gegen AC Florenz |
| Olympiakos Piräus                                       | Spieler des Spiels: Ayoub El Kaabi | | AC Florenz | Aufstellung Olympiakos Piräus gegen AC Florenz |
| 29. Mai 2024 um 21:00 Uhr in Athen (Agia-Sofia-Stadion) | | |            |                                                |
| Ergebnis: 1:0 n. V.                                     | | |            |                                                |
| Zuschauer: 26.842                                       | | |            |                                                |
| Schiedsrichter: Artur Soares Dias ( Portugal) 1         | | |            |                                                |
| Spielbericht                                            | | |            |                                                |

## Nach dem Spiel
Nach dem Spiel veröffentlichte der griechische Premierminister Kyriakos Mitsotakis einen Beitrag auf der sozialen Netzwerkplattform X, in dem er Olympiakos Piräus als „wahre Legende“ bezeichnete. Dieser Sieg löste eine große Feier aus, bei der sich mehrere tausend Olympiakos-Fans in Piräus versammelten.